# 杉本ゆう
杉本 ゆう（すぎもと ゆう、1975年1月29日 - ）は、日本の女性声優。東京俳優生活協同組合所属。大阪府吹田市出身。

## 略歴
小さい頃から声が低く「子供らしい高い声」ではなかったことがコンプレックスだった。
映画『風と共に去りぬ』の吹き替えを見て「声が低いとこんな綺麗な女性ができるんだ！」と思ったことが声優を志すきっかけのひとつとなった。
進路として考えるようになったのは高校3年生の時である。
かつては賢プロダクションに所属していたが、2003年に東京俳優生活協同組合に移籍した。

## 人物
四人兄弟の長女。猫好きで、飼っている猫の名前は「月光」。
声域はアルト。方言は大阪弁。特技は麻雀、スキューバダイビング。

## 出演
太字はメインキャラクター。

### テレビアニメ
1997年
- さくらももこ劇場 コジコジ（謎の女）

1998年
- 金田一少年の事件簿（1998年 - 2015年、斑目るり、美咲蓮花） - 2シリーズ
- クレヨンしんちゃん（1998年 - 2023年、通販の女性、水着ギャル、アナウンサー、男の子C、ナオミ 他）
- こちら葛飾区亀有公園前派出所（早乙女リカ）
- こどものおもちゃ（誠）
- セクシーコマンドー外伝 すごいよ!!マサルさん（りえの友人、場内アナウンス、ちえ）
- ふたり暮らし（運河あける、千里、森高鹿斗、観月神奈 他）

1999年
- 課長王子
- 週刊ストーリーランド（1999年 - 2001年、子供、女子社員A、女の子B、乗客A、病院アナウンス 他）
- 星界の紋章（アルサ）
- セラフィムコール（少女）
- それいけ!アンパンマン（スパイス王子）
- デジモンアドベンチャー（ゴツモン）
- 人形草紙あやつり左近（子供A）
- 名探偵コナン（1999年 - 2024年、宮本由美、クリーニング係）

2000年
- 学校の怪談（少年）
- とっとこハム太郎（2000年 - 2011年、まいどくん、ねてるくん） - 2シリーズ
- 忍たま乱太郎（冬ノ助、忍たまB）
- BRIGADOON まりんとメラン（コンパニオン）

2001年
- 仰天人間バトシーラー（使者、パトラン姫 / ピラミン王女、ミニパトレディ / デカパトクイーン）
- 逮捕しちゃうぞ SECOND SEASON（主婦）
- タッチ CROSS ROAD〜風のゆくえ〜（女の子A）

2002年
- キディ・グレイド（女教師、女性、中年女性 他）
- GetBackers-奪還屋-（山村理香）
- 最終兵器彼女（アケミ）
- サイボーグ009 THE CYBORG SOLDIER（ヘラ、パン）
- プリンセスチュチュ（子供）
- ラーゼフォン（エルフィ・ハディヤット）

2003年
- カレイドスター（アンヌ・パッセル）
- キノの旅 -the Beautiful World-（案内機械）
- 超ロボット生命体トランスフォーマー マイクロン伝説（ママ）
- 無限戦記ポトリス（イオンエルガー）

2004年
- 巌窟王（メイド）
- 北へ。〜Diamond Dust Drops〜（看護師B）
- ギルガメッシュ（木村圭子）
- 絢爛舞踏祭 ザ・マーズ・デイブレイク（ベロニカ、女性アナウンサー）
- 攻殻機動隊 S.A.C. 2nd GIG（看護婦、オペーレーター、管制官）
- ソニックX（チャコ博士）
- 爆裂天使（レディースA）
- 魔法少女隊アルス（ネラブ）
- 焼きたて!!ジャぱん（幼い河内）
- ローゼンメイデン（巴の母）

2005年
- おねがいマイメロディ（2005年 - 2008年、藤崎真菜、王妃〈ルミちゃん〉） - 4シリーズ
- ブラック・ジャック（主婦）

2006年
- きらりん☆レボリューション（大神）
- 銀魂（2006年 - 2018年、キャサリン、ピン子、シャザーン、通訳、少年尾美） - 4シリーズ
- 妖怪人間ベム（ケンタ）

2008年
- CLANNAD 〜AFTER STORY〜（子供）
- シゴフミ（文伽母）
- 人造昆虫カブトボーグ V×V（浜田操）

2009年
- 君に届け（2009年 - 2011年、ユカ） - 2シリーズ
- 続 夏目友人帳（巳弥）

2012年
- テニスの王子様 シリーズ（2012年 - 2024年、遠山金太郎） - 3シリーズ
- スマイルプリキュア!（おばちゃん）
- 探検ドリランド（子供）

2013年
- たまこまーけっと（英國屋）

2014年
- 暴れん坊力士!!松太郎（おばさん）
- 宇宙兄弟（ベティ・レイン）
- 月刊少女野崎くん（女性編集者）
- スペース☆ダンディ（チーママ）
- ヒーローバンク（羽地イナヨ）

2015年
- カードファイト!! ヴァンガードG（悪井）
- ドラえもん（テレビ朝日版第2期）（ツル）

2016年
- 逆転裁判 〜その「真実」、異議あり!〜（大場カオル）
- くまみこ（ナレーション）
- 私がモテてどうすんだ（芹沼みつこ）

2018年
- ほしの島のにゃんこ（ビッグ・ママ）

2022年
- 名探偵コナン 本庁の刑事恋物語〜結婚前夜〜（宮本由美）

2023年
- 名探偵コナン 警察学校編 Wild Police Story（宮本由美）

2024年
- ザ・ファブル（スナックのママ）
- 結婚するって、本当ですか（大原育子）

2025年
- 3年Z組銀八先生（キャサリン）

### 劇場アニメ
1999年
- デジモンアドベンチャー（子供）

2001年
- 劇場版 とっとこハム太郎 ハムハムランド大冒険（まいどくん、ねてるくん）

2002年
- 劇場版 とっとこハム太郎 ハムハムハムージャ! 幻のプリンセス（まいどくん、ねてるくん）

2003年
- 劇場版 とっとこハム太郎 ハムハムグランプリン オーロラ谷の奇跡 リボンちゃん危機一髪!（まいどくん、ねてるくん）
- ラーゼフォン 多元変奏曲（エルフィ・ハディヤット）

2004年
- イノセンス
- 劇場版 とっとこハム太郎 はむはむぱらだいちゅ! ハム太郎とふしぎのオニの絵本塔（まいどくん、ねてるくん）

2010年
- 劇場版 銀魂 新訳紅桜篇（キャサリン）

2011年
- 劇場版 テニスの王子様 英国式庭球城決戦!（遠山金太郎）

2013年
- 劇場版 銀魂 完結篇 万事屋よ永遠なれ（キャサリン）
- ルパン三世VS名探偵コナン THE MOVIE（宮本由美）

2021年
- 銀魂 THE FINAL（キャサリン）
- 名探偵コナン 緋色の弾丸（宮本由美）

2022年
- 名探偵コナン ハロウィンの花嫁（宮本由美）

### OVA
1997年
- AIKa（ブラックC）
- 真奈美&ナミ スプライト（朔本真奈美 / ナミ）

1998年
- スレイヤーズえくせれんと（お針子A）
- 世紀末リーダー外伝たけし!（高石）

2002年
- とっとこハム太郎 ハム太郎のおたんじょうび 〜ママをたずねて三千てちてち〜（まいどくん、ねてるくん）
- ふたりエッチ（利根川育代）

2003年
- とっとこハム太郎 ハムちゃんずの宝さがし大作戦 〜はむはー! すてきな海のなつやすみ〜（まいどくん、ねてるくん）

2004年
- とっとこハム太郎 ハムちゃんずと虹の国の王子さま 〜せかいでいちばんのたからもの〜（まいどくん、ねてるくん）
- とっとこハム太郎 ハムちゃんずのめざせ! ハムハム金メダル 〜はしれ! はしれ! だいさくせん!〜（まいどくん、ねてるくん）

2005年
- 銀魂「何事も最初が肝心なので多少背伸びするくらいが丁度良い」（キャサリン、魔理鈴）
- 星界の戦旗III（アルサ）

2006年
- テニスの王子様 Original Video Animation 全国大会篇（遠山金太郎）

2009年
- テニスの王子様 Original Video Animation ANOTHER STORY 〜過去と未来のメッセージ（遠山金太郎）

2011年
- テニスの王子様 Original Video Animation ANOTHER STORYII 〜アノトキノボクラ（遠山金太郎）

2017年
- やっぱり海が好き2〜友情〜（美崎響子）

### Webアニメ
- OBSOLETE（2019年、カイラ）
- きよねこっ（2022年 - 2023年、女子高生B、たばこババア、二股をかけられていた女性客）

### ゲーム
時期不明
- テニスの王子様シリーズ（遠山金太郎）

1999年
- 東京惑星プラネトキオ（イケン）

2000年
- 聖戦士ダンバイン 聖戦士伝説（フィナ・エスティナ）

2001年
- アイシア（ナムリア）

2002年
- 兎-野性の闘牌-（山根こずえ、加藤優子）

2003年
- 機動戦士ガンダム めぐりあい宇宙（兵士）

2004年
- スーパーロボット大戦MX（エルフィ・ハディヤット）

2005年
- スーパーロボット大戦MX ポータブル（エルフィ・ハディヤット）

2006年
- ガンダムバトルロワイヤル（ヘレン・ログナー）

2007年
- 銀魂 万事屋ちゅ〜ぶ ツッコマブル動画（キャサリン）
- 銀魂 銀さんと一緒! ボクのかぶき町日記（キャサリン）
- スーパーロボット大戦Scramble Commander the 2nd（エルフィ・ハディヤット）
- テイルズ オブ ファンダム Vol.2（カンタビレ）

2009年
- ミマナ イアルクロニクル

2013年
- バイオハザード6 Special Package（イングリッド・ハニガン）
- 友情装着!ブットバースト（弩真中アタル）

2014年
- 熱血異能部活譚 Trigger Kiss（千羽瞬平）
- ファイナルファンタジーXIV：新生エオルゼア（ムーンブリダ）

2015年
- ヴァリアントナイツ（アマンダ＝クレアール、スパーダ＝アルビルト）
- LINE クロスレギオン（セリッサ）

2018年
- 銀魂乱舞（キャサリン）

2019年
- チョコボの不思議なダンジョン エブリバディ!（ステラ）

2022年
- チョコボGP（アトラ）
- ぷよぷよ!!クエスト（遠山金太郎）

2023年
- FORSPOKEN（タンタ・サイラ）
- バイオハザード RE:4（イングリッド・ハニガン）

### 吹き替え

#### 担当女優
ミシェル・ロドリゲス
- アバター（トゥルーディ・チャコン）
- ファイナル・デッド（ニッキ）
- LOST（アナ・ルシア）

ルピタ・ニョンゴ
- クワイエット・プレイス:DAY 1（サミラ）
- スター・ウォーズシリーズ（マズ・カナタ）
  - スター・ウォーズ/フォースの覚醒
  - スター・ウォーズ/最後のジェダイ
  - スター・ツアーズ:ザ・アドベンチャーズ・コンティニュー
  - スター・ウォーズ/スカイウォーカーの夜明け

- 355（ハディージャ・アデイェミ）

#### 映画
- アクアマン/失われた王国（スティングレイ〈ジャニ・ザオ〉[25]）
- アントワン・フィッシャー きみの帰る場所
- 悪霊喰
- 愛しのローズマリー
- 英雄の条件 ※ソフト版
- エブリバディ・フェイマス!
- オータム・イン・ニューヨーク
- オクトパス ※ソフト版
- オン・ザ・カム・アップ（ジェイ〈サナ・レイサン〉）
- ガーフィールド（メイク女、お母さん）
- ガールズ・ルール! 100%おんなのこ主義（ティンカ〈モニカ・キーナ〉）
- 彼が二度愛したS（シモーヌ・ウィルキンソン〈ナターシャ・ヘンストリッジ〉）
- 夏至
- コラテラル・ダメージ ※ビデオ版
- サーティーン あの頃欲しかった愛のこと
- シックス・デイ ※日本テレビ版
- ジェイソンX（ジャネッサ）
- シャーペイのファビュラス・アドベンチャー
- 007シリーズ（イヴ / ミス・マネーペニー〈ナオミ・ハリス〉）
  - 007 スカイフォール[26]
  - 007 スペクター
  - 007/ノー・タイム・トゥ・ダイ[27]
- ダンス・レボリューション
- 沈黙の脱獄（ジェイダ）
- ディレイルド 暴走超特急
- 天使のくれた時間（ポーラ〈アンバー・ヴァレッタ〉）
- トリプルX（ジョーダン・キング〈レーラ・アルシエリ〉）※ソフト版
- 9デイズ（ジェリー〈ケリー・ワシントン〉）※テレビ朝日版
- パーフェクト・ゲッタウェイ（クレオ〈マーリー・シェルトン〉）
- ハリウッド・ミューズ
- 春の日は過ぎゆく
- バレンタイン
- ビッグ・ライアー（ジェニー・シェパード〈アレクサンドラ・ブレッケンリッジ〉）
- ヒッチャー（グレース〈ソフィア・ブッシュ〉）
- ファイナル・デスティネーション
- ふたりにクギづけ（エイプリル〈エヴァ・メンデス〉）
- ブラックホーク・ダウン（シュガートの妻）※ソフト版
- ヘアスプレー（アイネス・スタッブス）
- ベッカムに恋して
- ボーイズ・ドント・クライ
- ラッシュアワー2（ニワトリの女）
- ルール4（キム）
- 6888郵便大隊（チャリティ・アダムス〈ケリー・ワシントン〉）
- ロード・トリップ（ヘザー / リサ）
- ワタシにキメテ（シシ〈ソフィア・ヴェルガラ〉）

#### ドラマ
- アイルランド（ハン・シヨン）
- アガサ・クリスティー ミス・マープル シーズン3（ティナ）
- エイリアス（ナディア・サントス〈ミア・マエストロ〉）
- 救命医ハンク セレブ診療ファイルシリーズ
  - シーズン2（AJ）
  - シーズン3（クインシー）
- クリミナル・マインド6 FBI行動分析課（ジェーン・グールド）
- クリミナル・マインド 特命捜査班レッドセル（ソリス刑事）
- CSI:11 科学捜査班
- CSI:マイアミ（バレイラ）
- スーパーナチュラル シーズン3、5 - 6（リサ〈シンディ・サンプソン〉）
- ダメージ（フェリシア）
- DIVORCE/ディボース（ダイアン〈モリー・シャノン〉）
- ビカミング・ア・ゴッド（ミルタ・ヘララ〈メリッサ・デ・スーザ〉[28]）
- マルコム in the Middle（ロイド）
- ミストレス（ジェシカ・フレイザー〈シェリー・コン〉）
- ライフ with デレク（ケンドラ）

#### アニメ
- アクアキッズ（ハック）
- ザ・シンプソンズ MOVIE（ミルハウス・ヴァン・ホーテン）※劇場公開版
- スター・ウォーズシリーズ
  - スター・ウォーズ/クローン・ウォーズ (テレビアニメ)（TJ-912）
  - LEGO スター・ウォーズ/たたかえ!レジスタンス（マズ・カナタ）
  - LEGO スター・ウォーズ/フリーメーカーの冒険（マズ・カナタ）
  - スター・ウォーズ/フォース・オブ・デスティニー（マズ・カナタ）
  - LEGO スター・ウォーズ/オールスターズ（マズ・カナタ）
  - LEGO スター・ウォーズ/ホリデー・スペシャル（マズ・カナタ）
- トゥーストゥーピッドドッグス（レッド）
- バイオハザード ディジェネレーション（イングリッド・ハニガン）
- バイオハザード ダムネーション（イングリッド・ハニガン）
- バイオハザード デスアイランド（イングリッド・ハニガン）

### 特撮
- 仮面ライダーディケイド（2009年、アナウンスの声）
- 天装戦隊ゴセイジャー（2010年、幽魔獣・妖精のサラワレテ居の声）

### CD
- 好きだよっ!（2002年、田端あさぎ、品川愛里） - 全2巻
- おねがいマイメロディ 〜くるくるシャッフル!〜 キャラクターソングアルバム Girls（藤崎真菜、王妃）
- テニスの王子様シリーズ
  - THE BEST OF RIVAL PLAYERS XXXIV 「ゴンタクレ」（遠山金太郎）
  - 50/50　/ 「50/50」（越前リョーマ＆遠山金太郎）、「敦賀旅情の金太郎」（遠山金太郎）
- ミカるんX ドラマCD 01・02（宇宙取立人・マンダギン星人）

### DVD
- テニスの王子様 100曲マラソン
- テニプリフェスタ2009
- テニプリフェスタ2011 in 武道館
- テニプリフェスタ2013

### テレビドラマ
- あぐり（1997年、NHK連続テレビ小説） - 小早川先生 役

### シリーズ一覧
1. ↑  第1作（1998年）、第2作『R』第2期（2015年）
2. ↑  第1期（2000年）、第4期『でちゅ』（2011年）
3. ↑  第1期（2005年 - 2006年）、第2期『〜くるくるシャッフル!〜』（2006年 - 2007年）、第3期『すっきり♪』（2007年）、第4期『きららっ★』（2008年）
4. ↑  第1期（2006年 - 2010年）、第2期『銀魂’』（2011年 - 2012年）、第2期延長戦『銀魂’延長戦』（2012年 - 2013年）、第3期『銀魂ﾟ』（2015年）、第4期『銀魂.』（2017年 - 2018年）
5. ↑  第1期（2009年 - 2010年）、第2期『2ND SEASON』（2011年）
6. ↑  第2作『新テニスの王子様』（2012年）、第3作『新テニスの王子様 U-17 WORLD CUP』（2022年）、第3作続編『新テニスの王子様 U-17 WORLD CUP SEMIFINAL』（2024年）